# Formatação de texto
Formatação de texto é a etapa da preparação do texto que inclui a organização visual, realce e estrutura. Na formatação se escolhe o tipo de letra, tamanho, estilo, cor, espaçamento, posição vertical do texto e adição de efeitos, tais como sublinhado. Pode também controlar o espaçamento e avanço, adicionar marcas e números, bem como definir o alinhamento.
Pode-se aplicar formatação às palavras, ao parágrafo ou ao texto inteiro. Pode-se aplicar as propriedades de tipo de letra, tais como tipo de letra, tamanho, cor, realce e efeitos ao texto selecionado e as propriedades do parágrafo tais como alinhamento, marcas, numeração, sombreado e limites a quaisquer parcelas do texto.
Há dois tipos de formatação: lógico e físico. Os efeitos de apresentação na tela são os mesmos: o motivo da distinção entre eles se deve à ideia básica de independência entre especificação e apresentação. A formatação lógica se refere a atribuição de estilos aos diversos segmentos do texto, a formatação física se refere à configuração dada a cada campo.